# József Túri
József Túri –conocido como Joe Túri– (Nagykőrös, 18 de noviembre de 1956–Kecskemét, 30 de abril de 2003) fue un jinete británico de origen húngaro que compitió en la modalidad de salto ecuestre.
Ganó una medalla de oro en el Campeonato Europeo de Saltos Ecuestres de 1989, en la prueba por equipos. Participó en los Juegos Olímpicos de Seúl 1988, ocupando el sexto lugar en la misma prueba.

## Palmarés internacional
| Campeonato Europeo | Campeonato Europeo      | Campeonato Europeo | Campeonato Europeo |
| Año                | Lugar                   | Medalla            | Categoría          |
| ------------------ | ----------------------- | ------------------ | ------------------ |
| 1989               | Róterdam (Países Bajos) | Medalla de oro     | Por equipos        |